# Глейзер, Марсело
Марсело Глейзер (Marcelo Gleiser; род. 19 марта 1959, Рио-де-Жанейро) — бразильский физик-теоретик и популяризатор науки, специалист в области космологии, нелинейной физики, астробиологии, которого также называют физиком-философом.
Доктор философии (1986), профессор Дартмутского колледжа, где трудится уже более четверти века, фелло Американского физического общества.
Лауреат Темплтоновской премии (2019).

## Биография
Родился в еврейской семье.
Окончил Pontifical Catholic University of Rio de Janeiro (бакалавр, 1981) и Федеральный университет Рио-де-Жанейро (магистр физики, 1982). В 1986 году получил степень доктора философии по теоретической физике в Королевском колледже Лондона.
Являлся постдоком в Фермилабе (1986—1988) и Институте теоретической физики Калифорнийского университета в Санта-Барбаре (1988—1991). С 1991 года в Дартмутском колледже, с 1998 года полный профессор, ныне также именной профессор (Appleton Professor). В 1994 году участник открытия осциллонов (см. Oscillon).
Регулярно выступает по National Public Radio. Еженедельно пишет для журнала ORBITER. Написал более 900 еженедельных колонок для бразильской газеты Folha de S.Paulo.
Отмечен Presidential Faculty Fellows Award (1994) и Prêmio José Reis de Divulgação Científica (2001).
Считает себя агностиком.
Автор пяти книг на английском языке, переведённых на 12 языков.
Автор девяти книг на португальском языке.
Автор более сотни рецензированных статей.
Автор книги The Simple Beauty of the Unexpected: A Natural Philosopher’s Quest for Trout and the Meaning of Everything (Fore Edge, 2016). Его книга A Tear at the Edge of Creation (2010) вышла на двенадцати языках. В 1997 году вышла его первая книга The Dancing Universe.
Женат.